# 부천시 정
부천시 정은 대한민국의 폐지된 국회의원 선거구이다. 당시 경기도 부천시의 일부 지역을 관할했다.

## 역사
2016년 7월 4일을 기해 부천시가 일반구인 원미구, 소사구, 오정구를 폐지했다. 이에 따라 대한민국 제21대 국회의원 선거를 앞두고 부천시 오정구 선거구가 부천시 정 선거구로 명칭이 변경되었다.
2022년 제22대 국회의원 선거를 앞두고 부천시 지역의 선거구가 개편됨에 따라 전 지역이 부천시 갑 선거구에 편입되면서 폐지되었다.

## 관할 구역
| 대수 | 관할 구역             |
| ---- | --------------------- |
| 21대 | 부천시 오정동, 성곡동 |

## 역대 국회의원
| 선거   | 정당 | 정당         | 의원   |
| ------ | ---- | ------------ | ------ |
| 2020년 |      | 더불어민주당 | 서영석 |

## 역대 선거 결과

### 대한민국 제21대 국회의원 선거
|  | 56.74% |

|  | 36.75% |

|  | 5.70% |

|  | 0.79% |